# Correctiv
Correctiv (po svoje zapisano CORRECT!V)  je medijsko podjetje s sedežem v Essnu in drugo lokacijo v Berlinu. Upravlja ga neprofitna družba Correctiv – Research for the Society GmbH, ki upravlja tudi spletno novinarsko šolo Reporterfabrik. Prek svoje komercialne hčerinske družbe Correctiv – Publishing and Distribution for the Society UG (z omejeno odgovornostjo) Correctiv objavlja knjige in opravlja preverjanje dejstev za internetno skupino Meta Platforms. 

## Cilji
Correctiv pravi, da želi s svojim modelom preiskovalno in informativno novinarstvo omogočiti prost dostop vsem ljudem in medijskim partnerjem. Številne preiskave so objavljene skupaj s časopisi, revijami ali radijskimi in televizijskimi postajami. Vsebina je objavljena predvsem na spletni strani; v raziskave so včasih vključeni tudi državljani. Na voljo je obsežen izobraževalni program z raziskovalnimi delavnicami in spletnimi vadnicami, vključno s spletno šolo novinarstva Reporterfabrik.   Correctiv pomeni tudi uredniško podjetje. To bi moralo predstavljati demokratično skupnost, v kateri državljani delujejo kot novinarji, da bi ugotovili resnico in aktivno oblikovali skupno dobro. 

## Zgodovina
Po podpisu statuta 9. decembra 2013 in vpisu družbe v trgovinski register 6. januarja 2014 je Correctiv začel s praktičnim delom 14. julija 2014.   Ustanovil ga je David Schraven, ki je prej vodil raziskovalni oddelek skupine Funke Media Group. Od fundacije Brost je prejela začetna sredstva v višini treh milijonov evrov. 
Januarja 2017 je bila objavljena ustanovitev spletne novinarske šole Reporterfabrik,  ki je začela delovati decembra 2018. 
15. januarja 2017 je Facebook napovedal sodelovanje s podjetjem Correctiv. Določene objave, ki jih uporabniki prijavijo kot lažna poročila ali lažne novice in se močno razširijo, bi moral pregledati Correctiv. Če njihovi preverjevalci dejstev ugotovijo, da obstajajo dvomi o vsebini takšne objave, objava na Facebooku ne bo izbrisana, temveč bo prejela opozorilo, da zgodbo izpodbija neodvisna stranka. Correctiv je v svoje besedilo dodal povezavo, ki zavajajočemu članku nasprotuje z dejstvi. Poleg tega je vidnost teh objav zmanjšana zaradi tehničnih parametrov v Facebookovi bazi podatkov.  Po začetnem brezplačnem preizkusnem obdobju delo zdaj plačuje Facebook.  Preverjanje dejstev pri izjavah politikov je mogoče, če gre za dejanske trditve in so izpolnjena merila ustreznosti. Preverjanje dejstev izvaja komercialna hčerinska družba Correctiv – Publishing and Distribution za podjetje UG (d.o.o.)  .  

## Delničarji in financiranje
Correctiv je neprofitno podjetje z omejeno odgovornostjo (GmbH).  Poročila, da je Correctiv združenje, so napačna.  Correctiv ni fundacija, vendar redno prejema donacije od takšnih fundacij. 
David Schraven je bil sprva edini delničar družbe Correctiv – Research for the Society nonprofit GmbH. Oktobra 2017 je večino delnic prenesel na druge delničarje, kuratorje. Člani upravnega odbora so predsednica Dagmar Hovestädt (članica nadzornega odbora), Lukas Beckmann (predsednik nadzornega odbora), Christian Humborg (nekdanji generalni direktor), Maria Scharlau in David Schraven (generalni direktor) (od 3. marca 2020). november 2023).  
Correctiv je neprofitna organizacija, financira se z donacijami posameznikov, donacijami fundacij in davčnimi prihodki.   Drug vir dohodka so prihodki komercialne hčerinske družbe Correctiv Verlag und Vertriebs UG, ki izdaja knjige in opravlja preverjanje dejstev za Facebook. Poleg letnih poročil so vključene tudi vse donacije, nepovratna sredstva in sponzorstva nad 1.000 €, ki je posebej naveden na spletni strani.  Glavni donator je bila sprva Brostova fundacija, ki je zagotovila tudi začetna sredstva v višini treh milijonov evrov.  Brez njihove podpore ustanovitev organizacije Correctiv ne bi bila mogoča. 
Skupni znesek donacij posameznikov organizaciji Correctiv v letu 2023 je znašal 1.894.570,40 €. Nadaljnje donacije v višini najmanj 50.000 Organizacija je od fundacije Luminate ( mreža Omidyar ) prejela 661.018,53 € €), zvezna blagajna (431.059,85 €), fundacija Schöpflin (286.000,00 €), državna zakladnica Severnega Porenja-Vestfalije (145.338,00 €), fundacija Mercator (140.000,00 €), fundacija RAG (120.000 €), Google Nemčija GmbH (115.425,00 €), Projekt Sunrise (106.400,00 €) €), fundacija Adessium (72.000,00 € €), JX Fund gGmbH (65.391,95 €), Nemška fundacija za angažiranost in prostovoljstvo (98.100,80 €), Fundacija Zeit (50.000 €) in Evropska podnebna fundacija (50.000 €).    
Od svoje ustanovitve je Correctiv prejel sredstva tudi od naslednjih institucij: Fundacije Rudolfa Augsteina, fundacije Open Society Foundations, Zvezne agencije za državljansko izobraževanje, Deutsche Telekoma, Urada državnega kanclerja Severnega Porenja-Vestfalije, Hamburške fundacije za promocijo znanosti in kulture, Deželnega medijskega organa Severnega Porenja-Vestfalije, Facebooka in fundacije Cassiopeia. 
Po navedbah podjetja so javna sredstva zvezne zakladnice in državne zakladnice Severnega Porenja-Vestfalije v letu 2023  namenjena projektom medijske vzgoje.  Correctiv ne razkriva zneska plačil, ki jih Meta Platforms nakaže založbi Correctiv Verlag und Vertriebs UG v okviru Facebookovega programa preverjanja dejstev.  Vodja ekipe za preverjanje dejstev je v intervjuju za fundacijo Konrada Adenauerja junija 2020 dejal: »S Facebookom imamo dogovor, da ne smemo razpravljati o podrobnostih pogodbe.« 

## Raziskave in projekti (izbor)
| Leto            | Correctiv-Naslov                    | Tema                                                                                            | Izvor  |
| --------------- | ----------------------------------- | ----------------------------------------------------------------------------------------------- | ------ |
| Jan. 2015       | Polet MH17                          | Sestrelitev letala nad ukrajinsko vojno cono                                                    | [ 19 ] |
| Nov. 2018       | Stara Lekarna                       | Medicinski škandal Alte Apotheke Bottrop da bi preprečili ponarejanje zdravil proti raku        | [ 20 ] |
| Maj 2019        | Kdo je lastnik mesta?               | Lastninske strukture na trgu nepremičnin                                                        | [ 21 ] |
| Okt. 2018       | CumEx datoteke                      | Večkratno povračilo samo enkrat plačanega davka na kapitalski dobiček, (CumEx davčne goljufije) | [ 22 ] |
| Maj 2019        | Velika Kraja Evrope                 | Goljufije na področju DDV po metodi vrtiljaka                                                   | [ 23 ] |
| Februarja. 2020 | Heartland Lobi                      | Nemški Zanikalci podnebnih sprememb imajo podporo ameriškega Inštituta Heartland                | [ 24 ] |
| Junij. 2020     | Pillenkick                          | Zloraba protibolečinskih zdravil v nogometu                                                     | [ 25 ] |
| Okt. 2020       | Brez filtra za desno                | Politična desničarska omrežja uporabljajo Instagram za rekrutiranje                             | [ 26 ] |
| Nov. 2020       | Medicinske sestre naprodaj          | Dvomljiva namestitev tujih medicinskih sester                                                   | [ 27 ] |
| Februarja. 2021 | Nasilje v družini                   | Domače nasilje zaradi izolacije med Corona zaporo                                               | [ 28 ] |
| Marec 2021      | Človek iz mraka                     | AfD- Škandal z donacijami                                                                       | [ 29 ] |
| Okt. 2022       | Junak od zunaj, nasilnež od znotraj | Tišina "igralčevih žena" npr. v primeru Jérôme Boateng                                          | [ 30 ] |
| Jan. 2024       | Skrivni načrt proti Nemčiji         | Srečanje desničarskih skrajnežev v Potsdamu 2023 na temo Izgon                                  | [ 31 ] |

## Odlikovanja
- 2014: Novinar leta v kategoriji novinc za ekipo Correctiv.[32]
- 2015: Grimme Online Award v kategoriji Informacije za obsežno spletno poročanje MH17 - iskanje resnice[33][34][35]
- 2015: Nemška novinarska nagrada v kategoriji inovacije za grafično poročanje White Wolves David Schraven in Jan Feindt[36]
- 2015: Nemško-francoska novinarska nagrada za MH17 - iskanje resnice[37]
- 2016: Nemška nagrada novinarja v kategoriji inovacije[38]
- 2016: Novinar leta v kategoriji Ekipa leta[39]
- 2016: LeadAward v kategoriji Independent leta[40]
- 2016: Axel Springer nagrada v kategoriji Investigativna raziskava za podcoverno raziskavo Zvezde globine[41]
- 2016: nagrada "Inovacija leta" medijskega časopisa Wirtschaftsjournalist za razvoj platforme CrowdNewsroom in analizo sparkassen-Check[42]
- 2016: Nemška nagrada novinarja v kategoriji inovacije[43]
- 2017: ERM medijska cena za trajnostni razvoj. Nagrada za Correctiv za Fabian Löhe in Annika Joeres[44]
- 2018: Nemško-francoska novinarska nagrada Annika Joeres in Simonu Jockersu za Correctiv za vzpon morjev[45]
- 2018: Častna nagrada Dr. George-Skriber medijske nagrade za raziskovalne dosežke Correctiva[46]
- 2018: novinarska nagrada farmacevtske ustanove Westfalen-Lippe  [47][48]
- 2018: Otto-Brenner cena: 1. Nagrada Otto Brennerjevega nagrade za kritično novinarstvo za članke Pride na večerjo in se posiljuje na poljih Evrope, avtorja Pascale Müller (Correctiv) Stefania Prandi (BuzzFeed) [49]
- 2018: Mednarodna nagrada Nemške okoljske pomoči za Justusa von Daniels, Stefana Wehrmeyera in Annika Joeres za spletno raziskavo Nenavadnost kmetijske politike [50]
- 2019: Nagrada Nannen v kategoriji Poročila za članek Posiljena na poljih Evrope Pascale Müller (Correctiv) in Stefania Prandi (BuzzFeed) [51]
- 2019: Grimme Online Award v kategoriji Informacije za idejo, raziskave in novinarsko izvajanje raziskave Komu pripada Hamburg. [52]
- 2019: 1. Nagrada Otto-Brennerjevega nagrade za kritično novinarstvo z raziskavo podatkov o CumEx-ovih datotekah, skupaj z Die Zeit, Panorama in NDR Info[53]
- 2019: Mednarodna nagrada za preverjanje dejstev inštituta Poynter v kategoriji najbolj bizaren fack-check  za ekipo fact-check Correctiv[54]
- 2019: 1. Nagrada Helmut-Schmidt-novinarske nagrade za raziskavo Grand Theft Europe[55]
- 2020: Nemško-francoska novinarska nagrada v kategoriji multimedije za Grand Theft Europe[56]
- 2020: Daphne-Caruana-Galizia nagrada za novinarje Evropskega parlamenta[57]
- 2020: Novinar leta v kategoriji Sport za raziskovalno ekipo okoli tablet, skupaj z doping urednikom ARD[58]
- 2020: 2. Nagrada Gutenberga za raziskave za članek Tajni imperij Michelu Penke (Correktiv) in Davidu Meidinger  (Tagesspiegel)  [59]
- 2020: Knattertonova nagrada federalnega nemškega kazenskega uradnika za "povezane, multinacionalne" raziskave Correctiva, kot je CumEx.[60]
- 2021: Mednarodna nagrada Dr.-Georg-Schreiber v kategoriji Online za raziskovalno ekipo na področju tablet in za doping uredništvo ARD[61]
- 2021: Sigma Award for Data Journalism za raziskave No Filter for Law - Celse Diaz, Alice Echtermann, Till Eckert, Clemens Kommerell in Arne Steinberg[62]
- 2021: Nemški novinar:v kategoriji podatkovnega novinarstva[63] za No Filter for Law [64]
- 2021: 1. V kategoriji "Odgovorni urednik na ravni države" med Novinarji leta za redakcijo Correctiva, s člani Olaya Argüeso Pérez in Justus von Daniels[65]
- 2023: Medala Theodor-Heuss za posebno demokratično politično zavezanost[66]
- 2023: Nagrada Nemška izdajateljev[67]
- 2024: Nagrada Carlo-Schmido[68]
- 2024: nagrada VOICE Albert O. Hirschman[69]
- 2024: Nagrada za svobodo in prihodnost medijev[70]

## Polemike

### Bakterije v bolnicah
Poročilo o multirezistentnih bolnišničnih mikrobih, ki ga je novembra 2014 objavila organizacija Correctiv, je bilo v časopisu taz kritizirano kot "velika zadrega", ker osrednja trditev ni bila utemeljena; vendar so poročilo prevzeli drugi večji časopisi in niso videli razloga za dvom o rezultatih.  Correctiv se je odzval na tazovo kritiko in popravil svoje poročilo glede ene točke.  Vendar pa je David Schraven za nazaj izrazil jezo, ker se »tako nepomembni zadevi pripisuje takšna teža, kot da bi bila celotna raziskava napačna«. 

### Polet 17  Malaysia Airlines
V povezavi z raziskavo o strmoglavljenju letala Boeing 777, let 17 letalske družbe Malaysia Airlines, nad vzhodno Ukrajino, ki je bila izpostavljena bojem, poleti 2014, je Correctiv aprila 2015 vložil tožbo proti nemškemu zunanjemu ministrstvu na podlagi zakona o svobodi informacij, v kateri je zahteval informacije o svojem stanju vedenja.  Napoved tožbe v zvezi z vprašanjem, naslovljenim na takratnega zveznega zunanjega ministra Franka-Walterja Steinmeierja, zakaj kljub znanim nevarnostim za potniška letala ni bilo izdano predhodno opozorilo, je Correctiv razširil na družbenih omrežjih in projiciral tudi na zunanjo fasado zveznega zunanjega ministrstva. To je kritike spodbudilo k vprašanju, ali se Correctiv ukvarja le z novinarstvom ali tudi z aktivizmom in samopromocijo. Volker Lilienthal je ocenil, da je šlo »bolj za Correctivovo samopodobo kot nadzornega organa« in »manj za novinarsko sporočilo« .  

### Hranilnice
V študiji, objavljeni leta 2016 , sta Correctiv in Frankfurter Allgemeine Zeitung trdila, da so hranilnice v Baden-Württembergu nakopičile nadpovprečno število slabih posojil.  Okrožna hranilnica Hohenlohe, ki so jo obtožbe še posebej prizadele, je obtožbe zavrnila in avtorje Correctiva obtožila uporabe napačnega sistema izračuna in nepopolne podatkovne baze; izvršni direktor Okrožne hranilnice Heilbronn je poudaril, da delež <i id="mwAuA">slabih posojil,</i> ki ga je Correctiv uporabil kot osnovo za članek, ni zadosten za oceno tveganja hranilnic. 

### Outing kandidatke za državni parlament kot hobi prostitutke
Maja 2017, malo pred deželnimi volitvami leta 2017 v Severnem Porenju-Vestfaliji, je Correctiv objavil članek z naslovom »Vodilna ženska AfD v Severnem Porenju-Vestfaliji je delala kot prostitutka« o dejavnostih kandidatke AfD kot hobi prostitutke na internetu. Avtorja David Schraven in Georg Kontekakis sta objavo upravičila z besedami, da je takšna dejavnost v nasprotju s podobo žensk, ki jo propagira stranka, in da političarko dela "ranljivo za izsiljevanje". Članek je bil na družbenih omrežjih deležen ostrih kritik, negativna mnenja pa so izrazili tudi številni novinarji. Michael Hanfeld je v Frankfurter Allgemeine Zeitung zapisal: »Novinarska agencija 'Correctiv', ki jo je Facebook najel kot brigado proti lažnim novicam, je pred kratkim ugotovila, da je treba razkriti politika AfD [...] 'Correctiv' je imela precej težav z upravičevanjem te domnevne novice, ki ni bila nič drugega kot obsodba. Vendar bi bilo precej preprosto: vsak, ki verjame, da se bori proti 'sovraštvu' in ' lažnim novicam ', bi moral uporabljati enaka merila zase in za vse druge, ne bi smel biti slep na eno oko in ne bi smel 'raziskovati' samo v eni smeri.«     Deželno sodišče v Düsseldorfu je sprva prepovedalo Correctivu nadaljnjo distribucijo članka. Višje deželno sodišče v Düsseldorfu je na zadnji stopnji razsodilo, da je poročanje o prostituciji poslancev deželnega parlamenta stranke AfD zakonsko dovoljeno. Članek se v bistvu ukvarja s temo družbenega ali političnega pomena splošnega interesa. Sodba je dokončna. 

### Pravni spor s podjetjemTichys Einblick
Septembra 2019 je spletna revija Tichys Einblick v članku omenila odprto pismo generalnemu sekretarju ZN Antóniu Guterresu, katerega podpisniki zanikajo obstoj podnebnih izrednih razmer. Sklicevanje na članek 500 znanstvenikov pojasnjuje: Ni podnebne izredne situacije je bilo objavljeno na Facebooku in ga je Correctiv označil kot »delno napačno«. Tichys Einblick svoje pritožbe glede dejanj družbe Correctiv ni razumel kot preverjanje dejstev, temveč kot oceno. Revija je Correctivov poseben status na Facebooku opisala kot nelojalno konkurenco.  Correctiv krši svobodo izražanja in obveščanja, prikrito kot preverjanje dejstev.  Maja 2020 je višje deželno sodišče v Karlsruheju razsodilo, da je bila predstavitev preverjanja dejstev s strani podjetja Correctiv zavajajoča »za povprečnega uporabnika« in zato nedopustna. Correctivove kritike so se nanašale na odprto pismo, ki ga je citiral Tichys Einblick. Sodišče je poudarilo, da pritožba ni odločala o zakonitosti preverjanja dejstev na Facebooku na splošno.   Deželno sodišče v Mannheimu je na prvi stopnji razsodilo v korist podjetja Correctiv.    

### Pravni spor zOsjo dobrega
Oktobra 2020 je spletna revija Os dobrega pred višjim deželnim sodiščem v Karlsruheju dobila sodni primer proti organizaciji Correctiv. Zdravnik Gunter Frank je pisal o vprašanju, ali bi lahko bili številni pozitivni testi na koronavirus v klavnicah posledica dejstva, da tam krožijo ostanki govejega koronavirusa, ki so neškodljivi za ljudi, nakar je Correctiv članek označil z opombo, da vsebuje nekaj napačnih informacij. Os dobrega je s pomočjo Joachima Steinhöfela in njegove pobude za svobodo izražanja na internetu vložila tožbo in zmagala. Spletna stran Meedia.de je komentirala, da primer »še enkrat impresivno prikazuje temeljne težave s tako imenovanim preverjanjem dejstev«.  Po navedbah organizacije Correctiv je sodišče razsodilo, da Correctiv ne sme povezati obvestila o preverjanju dejstev na Facebooku v določenem jeziku z objavo na blogu Achgut. Članek Correctiv (preverjanje dejstev) ni bil predmet ugovorov. Sodišče je v svoji obrazložitvi predlagalo manj dvoumno formulacijo, s katero je bilo obvestilo ponovno objavljeno. 

### Pravni spor z Ulrichom Vosgeraujem glede odlomka iz članka »Tajni načrt proti Nemčiji«
Na zahtevo Ulricha Vosgeraua je hamburško regionalno sodišče izdalo začasno odredbo zoper odlomek iz poročila organizacije Correctiv z naslovom » Tajni načrt proti Nemčiji «. Odredba se nanaša na domnevno izjavo Vosgeraua glede pritožb glede pregleda volitev. Correctiv je napačno citiral Vosgerauja, ko je trdil, da verjame, da bodo množične pritožbe uspešne. Sodišče je razsodilo, da Correctiv ne more dokazati točnosti citata, in razsodilo v korist tožnika.
Drugi deli predloga, kot so reprodukcija njegovih odgovorov na poizvedbo Correctiv in izjave o glasovanju po pošti, so bili zavrnjeni. Sodišče je ugotovilo, da je Correctiv natančno poročal o Vosgeraujevih izjavah. Vosgerau se lahko pritoži zoper zavrnjene dele, medtem ko se Correctiv lahko pritoži zoper začasno odredbo. 

## Navzkrižje interesov

### Spor okoli Boda Hombacha
Bodo Hombach je imel dvojno vlogo, kot vodja etičnega odbora pri podjetju Correctiv in član upravnega odbora fundacije Brost, ki jo je leta 2016 zaradi navzkrižja interesov končal z odstopom iz etičnega odbora. Po poročanju Kressnewsa je tesna povezava Davida Schravena s Hombachom privedla do navzkrižja interesov, saj je bil predsednik upravnega odbora fundacije Brost, Wolfgang Heit, kot zdravnik, prizadet zaradi raziskave podjetja Correctiv o "Evrih za zdravnike", kar je privedlo do zmanjšanja finančne podpore fundacije Brost za Correctiv in do Hombachovega odstopa. Kressnewsove trditve so bile zavrnjene kot netočne.   

### Sodelovanje aktivistov v raziskavah
Septembra 2020 je Welt am Sonntag kritiziral dejstvo, da so aktivisti organizacije Fridays for Future, vključno s Carlo Reemtsma, raziskovali vpletenost občin Severnega Porenja-Vestfalije v energetska podjetja v imenu organizacije Correctiv, ne da bi bilo to občinam, ki so sodelovale v raziskavi, očitno. To je kritiziral tudi predsednik DJV Frank Überall. Po mnenju organizacije Correctiv takšne preiskave niso mogoče brez pomoči državljanov ali lokalnih medijev. 

### Poslovodja prestopi v volilno ekipo Roberta Habecka
Novembra 2024 je sodirektorica Jeanette Gusko zapustila organizacijo Correctiv, da bi se pred zveznimi volitvami leta 2025 udeležila kampanje za zveznega ministra za gospodarstvo Roberta Habecka (Zeleni).  Po mnenju novinarja Welt Andreasa Rosenfelderja primer kaže, kako mediji škodujejo verodostojnosti politike in novinarstva. 